# Награда ИТ Глобус
„ИТ Глобус“ је награда коју добијају компаније и појединци за изузетна остварења у области информатике, рачунарства, и телекомуникација. 
Награду додељује часопис „Микро PC World“. Часопис „Микро“ излази од 1997. једанпут месечно. 
Награде се додељују у 24 категорије. Постоји пет специјалних награда као и награде за најбољег ИТ новинара као и две награде за највећи ИТ допринос и највећи ИТ пропуст!

## Добитници по годинама
- 2006